# Klein Kunitz

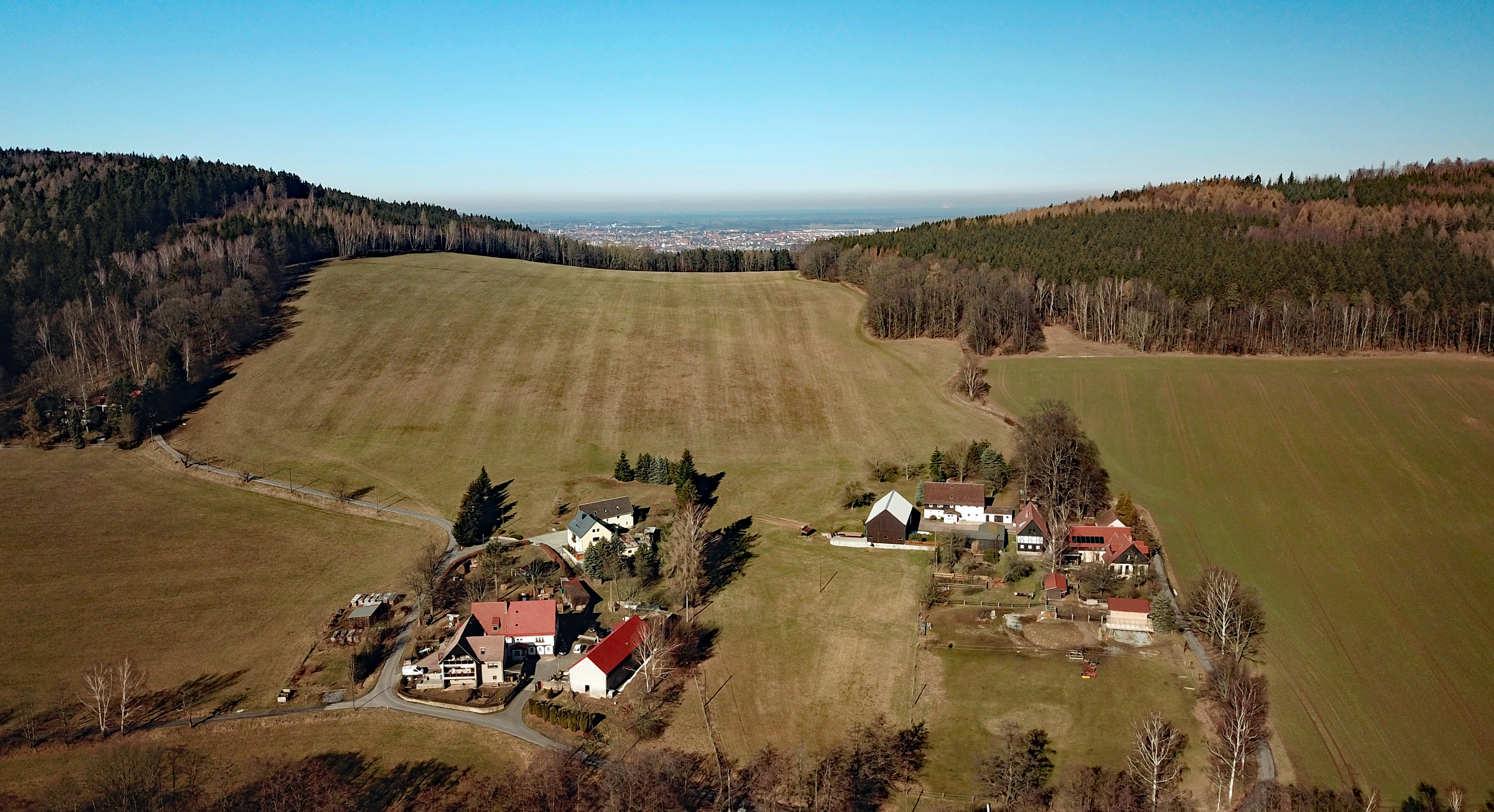
Luftbild

Klein Kunitz, auch Kleinkunitz und Klein-Kunitz genannt, sorbisch Chójničkaⓘ, ist ein Ortsteil der Gemeinde Großpostwitz im sächsischen Landkreis Bautzen. Es zählt zum offiziellen sorbischen Siedlungsgebiet in der Oberlausitz.

## Geographie
Der Bauernweiler befindet sich südöstlich von Bautzen im Lausitzer Bergland. Klein Kunitz liegt zu Füßen des 431,9 m hohen Drohmberg und der 412,4 m hohen Schmoritz im Grund des Kunitzer Wassers. Im Südosten wird der Ort vom 514 m hohen Hromadnik und südlich vom 402,2 m hohen Herrnsberg überragt. Am östlichen Ortsrand führt der Siebenhügelweg von Bautzen nach Cunewalde vorbei.

## Geschichte
Die Ansiedlung wurde wahrscheinlich im Mittelalter vom Rittergut Postwitz als Waldaushieb angelegt. Ihre Flur zieht sich vom Tal des Kunitzer Wassers hinauf bis auf den Sattel zwischen Schmoritz und Drohmberg. Die erste Erwähnung von „Coynitz parvum“ erfolgte im Jahre 1419. Unter den Bautzener Ratsdörfern wurde das aus zwei Besessenen bestehende „Klain Kunitz“ 1547 erstmals aufgeführt. Drei Jahre später wurde der Ort „Clein Conicz“ und „Kleine Konitz“ genannt. 1777 bestand die Ansiedlung aus vier Bauernwirtschaften, diese Struktur blieb seither unverändert.
Für seine Statistik über die sorbische Bevölkerung in der Oberlausitz ermittelte Arnošt Muka in den achtziger Jahren des 19. Jahrhunderts eine Bevölkerungszahl von 31 Einwohnern; ausnahmslos alle waren Sorben. Seither ist das Sorbische aus dem Alltag weitgehend verschwunden.
1936 wurde Klein Kunitz nach Großpostwitz eingemeindet.
In Klein Kunitz sind zwei Umgebindehäuser aus dem 18. Jahrhundert erhalten.